# Zeskamp (televisieprogramma)
Zeskamp was een Nederlands spelprogramma dat van 1964 tot 1987 maandelijks werd uitgezonden door de NCRV.

## Ontstaan en opzet
Het televisieprogramma werd in 1964 voor het eerst op de Nederlandse televisie uitgezonden. Het was een wedstrijd waarbij teams uit gemeenten, eerlijk verdeeld over het noorden, zuiden, oosten, midden en het westen van het land, het op sportief gebied op ludieke tegen elkaar opnamen. Dit was de begintijd van de televisie, waarin slechts twee Nederlandse netten te ontvangen waren. De uitzendingen werden daardoor goed bekeken. Vanaf 1967 werd er in kleur uitgezonden. De uitzendingen werden rechtstreeks uitgezonden en liepen vaak flink uit.
In de eindronde streden zes teams om de eerste plaats; vandaar de naam 'Zeskamp'. Er kon daarom maar een beperkt aantal gemeenten deelnemen. In het seizoen 1969-1970 programmeerde de NCRV een "Dubbel Zeskamp", waarin 12 gemeenten konden meedoen. Begin jaren 70 streden negen teams, om zich in drie maandelijkse uitzendingen voor de eindronde te kwalificeren. In die eindronde werd de eigenlijke zeskamp gespeeld, die eveneens in drie ronden werd uitgezonden. Iedere ronde werd in een andere plaats gehouden.

## Populariteit
Het programma was indertijd heel populair en trok miljoenen kijkers. Bekende presentatoren ervan waren Dick Passchier, Barend Barendse en Regine Clauwaert. Sporters die deelnamen waren vaak verkleed.

## Internationale varianten
De Europese variant van Zeskamp was Spel zonder grenzen. Een andere variant was Stedenspel met deelnemers uit België en Nederland.